# Wow Oh Wow (låt av Jedward)
Wow Oh Wow är en låt av den irländska popduon Jedward. Den 15 september avslöjade tvillingarna på sin twitter att deras femte singel (tredje singeln från Victory) kommer att bli WoW Oh WoW. Singeln släpptes den 18 november i Irland och den 20 november i Storbritannien. Låten är delvis skriven av en av sångarna i det brittiska bandet JLS, Oritsé Williams.
Musikvideon spelades in i Los Angeles den 24-26 oktober och skådespelerskan Tara Reid, som tvillingarna träffade i big brother huset, medverkade även i videon.